# Chiasmia albivia
Chiasmia albivia es una especie de polilla de la familia Geometridae, descrita por primera vez por Louis Beethoven Prout en 1915 con distribución en Camerún. El holotipo de la especie fue descrita en los bosques del Río Dja, en los alrededores del sector Bitye de la Región del Sur (Camerún).